# Praha-Hlubočepy
Praha-Hlubočepy – stacja kolejowa w Pradze, w dzielnicy Hlubočepy, w Czechach. Znajduje się na linii kolejowej Praga – Beroun. Znajduje się na wysokości 220 m n.p.m..
Jest zarządzana przez Správę železnic. Na stacji nie ma możliwości zakupu biletów i rezerwacji miejsc, a obsługa podróżnych odbywa się w pociągu.

## Linie kolejowe
- 173 Praha-Smíchov - Beroun